# هانز روزنبرغ
هانز روزنبرغ (بالألمانية: Hans Rosenberg ) (و. 1879 – 1940 م) هو فيزيائي، وعالم فلك، وأستاذ جامعي من ألمانيا . ولد في برلين .
توفي في إسطنبول، عن عمر يناهز 61 عاماً.

## مناصب وهيئات
أدار جامعة كيل.